# Sapkás gibbon
A sapkás gibbon (Hylobates pileatus) a gibbonfélék családjához tartozó Hylobates nemhez tartozó faj.

## Elterjedése
Thaiföldön, Kambodzsában és Laoszon fordul elő.

## Megjelenése
A sapkás gibbonnál megfigyelhető a nemi kétalakúság: a hímek tiszta fekete színűek, míg a nőstények fehér-szürke színűek csak a hasa és a feje fekete.

## Életmódja
A fákon él, nappal aktív. A szaporodási szokásai még nem ismertek, de feltételezhető, hogy hasonló a többi gibbonféléhez.
Gyümölcsökkel, levelekkel és rovarokkal táplálkozik.